# Jean-Marie Lehn
Jean-Marie Pierre Lehn (Rosheim, 30 de septiembre de 1939) es un químico francés, profesor e investigador galardonado con el premio Nobel de Química de 1987.

## Biografía
Estudió química en la Universidad de Estrasburgo, donde se doctoró en 1963. En 1970 fue nombrado profesor de química en la Universidad de Estrasburgo, cargo que ocupó hasta 1979, cuando aceptó la oferta del Collège de France en París..

## Investigaciones científicas
Después de realizar su tesis doctoral pasó un año en la Universidad de Harvard al lado de Robert Burns Woodward desarrollando la síntesis química de la vitamina B12.

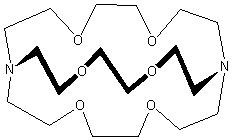
Esquema de una molécula de criptando (2.2.2), familia de compuestos de síntesis inventados por el premio Nobel Jean-Marie Lehn

Las investigaciones de Lehn le condujeron en 1968 a la creación de una molécula capaz de combinarse con el neurotransmisor acetilcolina, el transmisor químico de las señales del sistema nervioso. En la manipulación de los compuestos bicíclicos del tipo éter corona amplió los hallazgos de Charles J. Pedersen hasta las tres dimensiones, estudios que posteriormente ampliaría Donald J. Cram. También desarrolló una terminología que pasaría a ser aceptada en la nomenclatura de la química orgánica: las cavidades que existen dentro de las moléculas las llamó criptas, criptandos los componentes y criptatos sus complejos.
Su trabajo ha contribuido especialmente al desarrollo de la química supramolecular.
En 1987 fue galardonado con el Premio Nobel de Química, junto con Pedersen y Cram, por el desarrollo y utilización de moléculas de interacción de alta selectividad.